# Prunus ligustrina
Prunus ligustrina är en rosväxtart som beskrevs av Emil Bernhard Koehne. Prunus ligustrina ingår i släktet prunusar, och familjen rosväxter. Inga underarter finns listade i Catalogue of Life.